# Пролаз Мост
Пролаз Мост је морски канал у Јадранском мору. Њиме се пловећи са отвореног мора улази у луку Мали Лошињ. Са северозападне стране га затвара острво Колударц, а са југоисточне острво Лошињ.